# Calamosternus machulkai
Calamosternus machulkai är en skalbaggsart som beskrevs av Vladimir Balthasar 1935. Calamosternus machulkai ingår i släktet Calamosternus och familjen Aphodiidae. Inga underarter finns listade.